# Charles Edenshaw

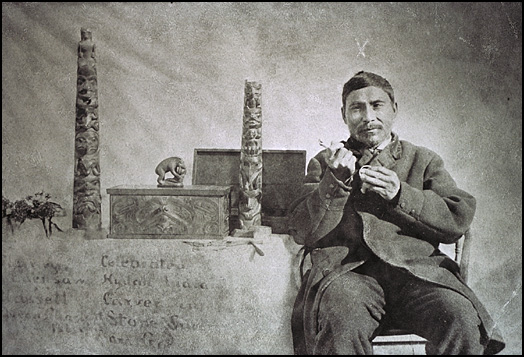
Charles Edenshaw

Charles Edenshaw, bei den Haida Idɨnsaw, (* um 1839 in Skidegate auf Haida Gwaii (Queen Charlotte Islands); † 1920, wahrscheinlich am 12. September, in Masset, British Columbia) war ein Häuptling der Haida und gilt als ihr bedeutendster Schnitzkünstler. Er war zudem das wichtigste Vorbild von Bill Reid, aber auch von John Marks, Isaac (Ben) Chapman und Daniel Stanley (Skilgoldzo), dem Enkel von Simeon Stiltla, einem auf Haida Gwaii berühmten Künstler. Sein Werk kreist um die Mythen der Haida, wie den Raben.
Die kanadische Regierung, vertreten durch den für das Historic Sites and Monuments Board of Canada zuständigen Minister, ehrte Edenshaw am 27. Mai 1971 für sein Wirken sowie sein Werk und erklärte ihn zu einer „Person von nationaler historischer Bedeutung“.

## Leben

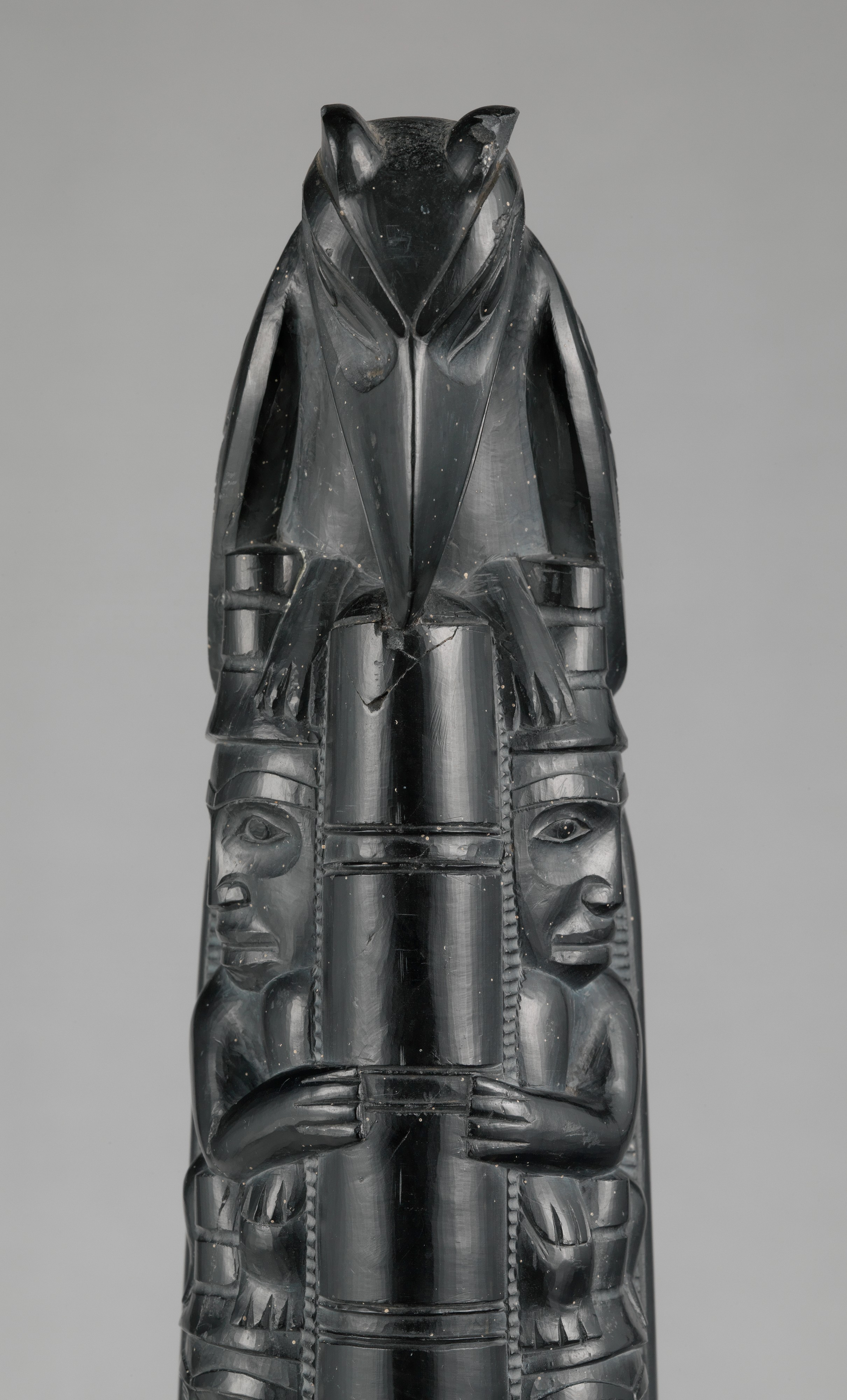
Totempfahlmodell aus Tonschiefer, 41,3 × 8,3 cm, um 1890, Metropolitan Museum of Art

Idɨnsaw entstammte den Haida und wurde in eine traditionelle Familie geboren, die eine Reihe von Erbhäuptlingen hervorgebracht hatte. Die Haida setzen sich aus zwei Moietys zusammen. Nur zwischen ihnen durfte geheiratet werden, nicht innerhalb der Moietys. Die beiden Moietys wiederum zerfielen in 22 bzw. 23 Lineages. Die Kinder blieben bei der mütterlichen Lineage. Idɨnsaws Vater hieß K'łajangk'una und gehörte zur Nikwən Qiwe Lineage der Raben-Moiety, seine Mutter Qawkúna von der Sdəłdás Lineage zur Adler-Moiety. Sie war die einzige Schwester von Häuptling Albert Edward Edenshaw. Seine ersten Jahre verbrachte Charles in Kiusta an der Nordküste von Graham Island im Nordwesten der Queen Charlotte Islands. Wohl von seinem Vater lernte er, Kanus zu schnitzen. Um 1853 zogen sie etwas ostwärts in das Dorf Kung, wo die Familie bis etwa 1880 blieb. Er überlebte die katastrophale Pockenepidemie von 1862.

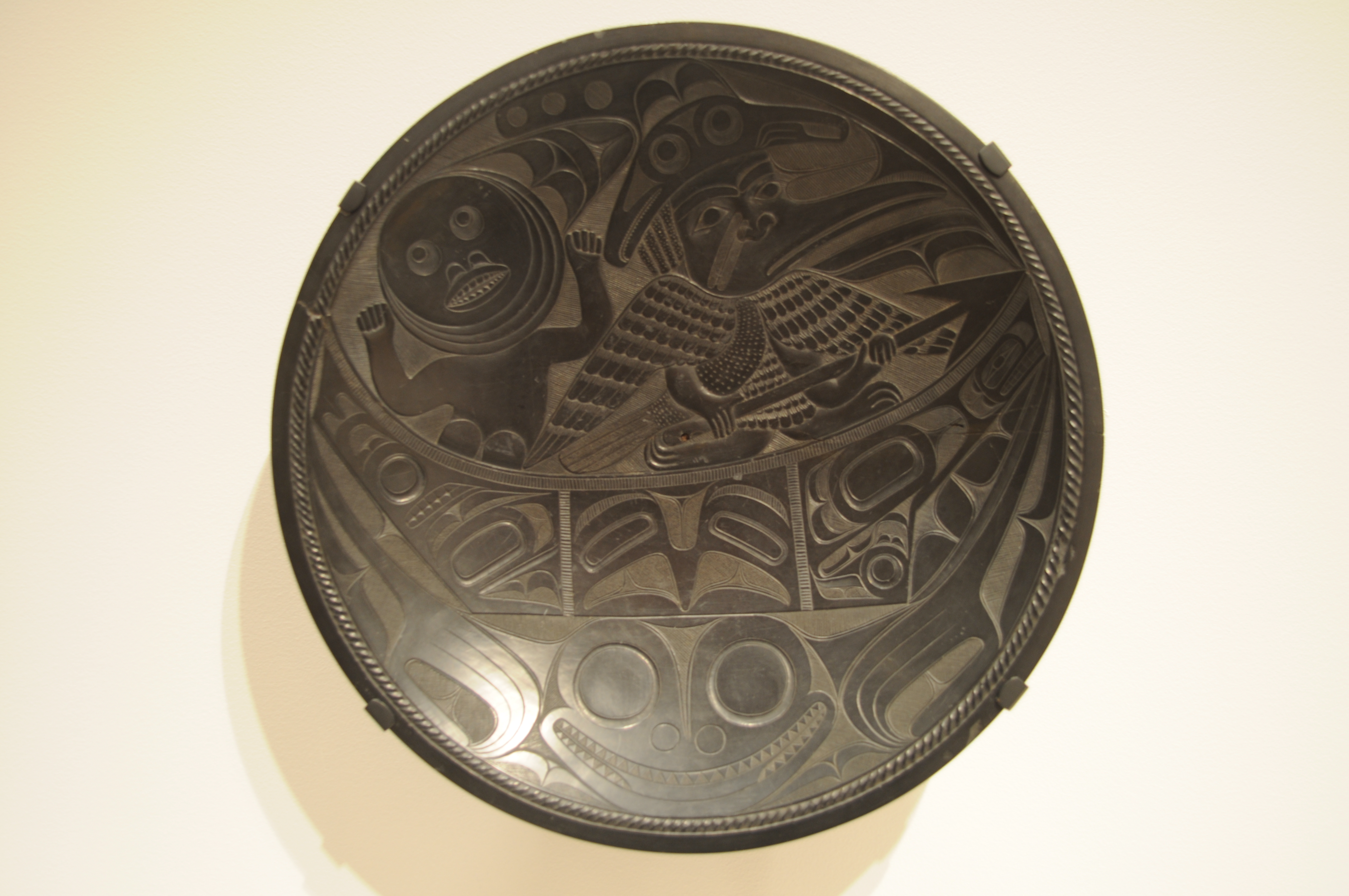
Argillitschale von Edenshaw

Mit etwa 14 Jahren, als er krank war, begann Idɨnsaw Argillit und Silber zu bearbeiten. Argillit wurde spätestens seit den 1820er Jahren bei den Haida beschnitzt, z. B. um Tabakpfeifen herzustellen. Nach Auskunft des anglikanischen Priesters Charles Harrison, der in Masset diente, war er der erste, der Edelmetalle bearbeitete. Von diesen frühen Werken ist nichts erhalten, oder kann ihm zumindest nicht zugewiesen werden. Von den sechs Totempfählen, die ihm früher zugewiesen wurden, sind nur vier von ihm, zwei stammen von seinem Onkel Eda’nsa.
In den 1870er Jahren schnitzte er zwei Pfähle für Chief Skidegate, einer davon war ein Hauspfahl, der andere entstand 1879–80 für eine der verstorbenen Frauen des Häuptlings. Zwischen 1878 und 1881 schnitzte Charles einen Gedenk-Totempfahl für Qwa'Kuna, den John Robson aufrichten ließ. Vor dem Verbot des Potlatch (1885) nahm er mindestens zehnmal an einer solchen Verschenkfeierlichkeit mit strengen Ritualen teil, der zeremonielle Name – N¿ngkwigetklałs (Sie gaben zehn Potlatch-Feiern für ihn) –, den er anlässlich des letzten Potlatchs seiner Eltern erhielt, deutet jedenfalls darauf hin. Bei dieser Gelegenheit wurde er an Brust und Rücken, Händen, Armen und Beinen tätowiert. Dargestellt wurden Frosch, Seewolf und Adler, erinnert sich seine Tochter Florence Edenshaw Davidson.
Von seinem Onkel Eda’nsa (Albert Edward Edenshaw) wurde er entsprechend der Tradition im Alter von 18 oder 19 Jahren zu sich geholt. Er war der Erbhäuptling der Lineage von Charles’ Mutter. Sein Onkel hatte 1865 zum zweiten Mal geheiratet und Charles heiratete später, um 1873, K’woiy¿ng, die Cousine der neuen Frau. Mit K’woiy¿ng lebte er abwechselnd in Kung, Yatza und Masset. Kurz nach 1880 erbte das Paar ein Haus in Masset von der Witwe eines anderen Onkels. Am 27. Dezember 1885 wurden die beiden in Masset getauft, wobei sie die Namen Charles und Isabella annahmen. Unmittelbar darauf wurden sie erneut, diesmal kirchlich verheiratet. Um diese Zeit war Charles Edenshaw bereits so erfolgreich, dass er nicht mehr fischen oder jagen musste. Seine produktivste Phase überspannte die drei Jahrzehnte von 1880 bis 1910. Durch seine Abstammung stieg er 1885 zum Häuptling auf (Chief Eda’nsa). Trotz des Verbots zentraler Zeremonien, wie des Potlatch, durch die kanadische Regierung arbeitete Edenshaw an seinem Stil und wurde von Charles Frederick Newcombe 1902 als „der beste lebende Schnitzkünstler (carver) in Holz und Stein“ bezeichnet.
Das Paar reiste viel und verkaufte seine Kunstwerke in Port Essington, Fort Simpson, in Victoria und Juneau, Kasaan, Klinkwan und Ketchikan in Alaska. Charles’ Frau Isabella stellte Körbe her und arbeitete zeitweise in einer Konservenfabrik. Nachdem die Kinder das Haus verlassen hatten, konnte er auch in ihrem Haus in Masset arbeiten. Zu seinen Werken zählen neben Totem- und Hauspfählen Kisten, Schalen und Trommeln, aber auch Kanus, rituelle Masken und hölzerne Stirnbänder. Diese Kunstwerke waren für den Verkauf bestimmt. Darüber hinaus bemalte er die Körbe und Hüte seiner Frau. Sein Zeichen war ein Stern mit vier Spitzen, die jeweils zweifarbig sind. Silber- und Goldschmuck fertigte er nur für die Rituale der Haida; sie waren unverkäuflich. Das Gleiche galt für Sitzbänke, Kinderwiegen und steinerne Grabmonumente. Bei anderen seiner Werke ist dies weniger klar, wie etwa bei beschnitzten Spazierstöcken.
Der Verkauf erfolgte überwiegend über den Laden von George Cunningham in Port Essington, wohin auch bekannte Sammler reisten, unter ihnen Charles Newcombe. Von den acht Kindern der beiden Edenshaws waren bis 1896 fünf verstorben. In diesem Jahr ertrank zudem ihr Sohn Robert, er war ein vielversprechender Schnitzer gewesen. Im nächsten Jahr wurde eine Tochter geboren und Florence getauft, doch die Eltern waren enttäuscht, dass es kein Sohn war. Doch galt sie dem Vater als Wiedergeburt seiner Mutter. Zwei weitere Töchter kamen zur Welt, von denen eine allerdings früh starb.
1897 traf Edenshaw in Port Essington den Völkerkundler Franz Boas. Er gab ihm die Materialien und Zeichnungen, die Boas 1927 in seinem Werk Primitive art veröffentlichte. Die Entwürfe von Tätowierungen, die er ihm überließ, veröffentlichte John Reed Swanton vom American Museum of Natural History in New York. Für ihn fertigte Edenshaw 1901 Modelle von acht Totempfählen, zwei Hausmodelle, sowie ein Kanu. Über seinen Cousin Henry Edenshaw erhielt Swanton 1901 eine Maske.
Charles Edenshaws Werke sind heute weit verstreut. Sie befinden sich überwiegend im American Museum of Natural History, dem Field Museum of Natural History in Chicago, dem Burke Museum in Seattle, dem Royal British Columbia Museum in Victoria, dem Museum of Anthropology in Vancouver, dem Canadian Museum of Civilization bei Ottawa und dem Pitt Rivers Museum im englischen Oxford.
Mit der Ausstellung von 1927 in der National Gallery of Canada in Ottawa, die später die Galerie nationale du Jeu de Paume in Paris zierte, erlangte Edenshaw verspätet Weltruhm. Der Anthropologe Marius Barbeau brachte seine Ausnahmestellung und die Schnitzkunst insgesamt durch sein Haida carvers and Haida myths von 1957 ins Bewusstsein der Öffentlichkeit. 1967 war die Ausstellung Arts of the Raven in der Vancouver Art Gallery, mit 66 Objekten ausschließlich Edenshaw gewidmet.
Die beste Untersuchung lieferte 1981 Bill Holm. Er stellte die künstlerische Entwicklung Edenshaws heraus und grenzte sie gegenüber der zeitgenössischen Kunst ab, wie etwa der seines Stiefvaters John Robson. Nach 1910 ließ das Augenlicht Edenshaws spürbar nach. Nach Aussage seines Urenkels Robert Charles Davidson soll er gesagt haben: „Wenn ich zurückkomme, möchte ich nie wieder schnitzen.“